# Chikayuki Mochizuki
Chikayuki Mochizuki (født 20. maj 1972) er en tidligere japansk fodboldspiller.
Han har spillet for flere forskellige klubber i sin karriere, herunder Kyoto Purple Sanga.